# Touvedo
Touvedo (oficialmente: União das Freguesias de Touvedo (São Lourenço e Salvador)) é uma freguesia portuguesa do município de Ponte da Barca, com 6,09 km² de área e 327 habitantes (censo de 2021). A sua densidade populacional é 53,7 hab./km².
No seu território situa-se a Barragem de Touvedo.

## História
Foi criada aquando da reorganização administrativa de 2012/2013, resultando da agregação das antigas freguesias de Touvedo (São Lourenço) e Touvedo (Salvador):

## Toponímia
Crê-se que o nome «Touvedo», advenha do baixo-latim «Touvino», que seria o nome próprio de um nobre visigótico. Por igual, também se julga que esteja relacionado com o topónimo de Tovim, que terá semelhante origem.

## Demografia
A população registada nos censos foi:
| Distribuição da População por Grupos Etários | Distribuição da População por Grupos Etários | Distribuição da População por Grupos Etários | Distribuição da População por Grupos Etários | Distribuição da População por Grupos Etários | Distribuição da População por Grupos Etários |
| -------------------------------------------- | -------------------------------------------- | -------------------------------------------- | -------------------------------------------- | -------------------------------------------- | -------------------------------------------- |
| Antes da agregação                           |                                              |                                              |                                              |                                              |                                              |
| Ano                                          | 0-14 anos                                    | 15-24 anos                                   | 25-64 anos                                   | >= 65 anos                                   | Total                                        |
| 2001                                         | 70                                           | 54                                           | 214                                          | 101                                          | 439                                          |
| 2011                                         | 34                                           | 44                                           | 182                                          | 117                                          | 377                                          |
| Após a agregação                             |                                              |                                              |                                              |                                              |                                              |
| Ano                                          | 0-14 anos                                    | 15-24 anos                                   | 25-64 anos                                   | >= 65 anos                                   | Total                                        |
| 2021                                         | 26                                           | 22                                           | 164                                          | 115                                          | 327                                          |